# Josefin Olsson
Josefin Anna Louise Olsson (Nyköping, 23 de agosto de 1989) é uma desportista sueca que competiu em vela nas classes Europe e Laser Radial.
Participou em três Jogos Olímpicos de Verão, entre os anos 2012 e Tóquio 2020, obtendo uma medalha de prata em Tóquio 2020, na classe Laser Radial, e o sexto lugar em Rio de Janeiro 2016, na mesma classe.Josefin Olsson na Olympedia  
Ganhou uma medalha de prata no Campeonato Mundial de Laser Radial de 2014 e uma medalha de prata no Campeonato Europeu de Laser Radial de 2016. Também obteve uma medalha de ouro no Campeonato Mundial de Europe de 2008.

## Palmarés internacional
| Campeonato Mundial | Campeonato Mundial        | Campeonato Mundial | Campeonato Mundial |
| Ano                | Lugar                     | Medalha            | Classe             |
| ------------------ | ------------------------- | ------------------ | ------------------ |
| 2008               | Santo António ( Portugal) | Medalha de ouro    | Europe             |

| Jogos Olímpicos    | Jogos Olímpicos                        | Jogos Olímpicos  | Jogos Olímpicos |
| Ano                | Lugar                                  | Medalha          | Classe          |
| ------------------ | -------------------------------------- | ---------------- | --------------- |
| 2020               | Tóquio ( Japão)                        | Medalha de prata | Laser Radial    |
| Campeonato Mundial |                                        |                  |                 |
| Ano                | Lugar                                  | Medalha          | Classe          |
| 2014               | Santander ( Espanha)                   | Medalha de prata | Laser Radial    |
| Campeonato Europeu |                                        |                  |                 |
| Ano                | Lugar                                  | Medalha          | Classe          |
| 2016               | La Palmas de Grande Canaria ( Espanha) | Medalha de prata | Laser Radial    |